# Statherotmantis
Statherotmantis là một chi bướm đêm thuộc phân họ Tortricinae của họ Tortricidae.

## Các loài
- Statherotmantis laetana Kuznetzov, 1988
- Statherotmantis peregrina (Falkovitsh, 1966)
- Statherotmantis pictana (Kuznetzov, 1969)
- Statherotmantis shicotana (Kuznetzov, 1969)